# Посольство Мали в России

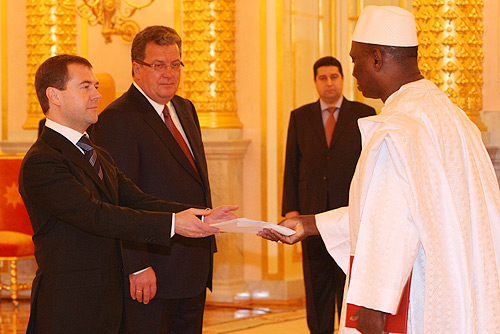
Дмитрий Медведев принимает верительную грамоту от Браима Кулибали (16 января 2009 года).

Посольство Республики Мали в Москве — официальная дипломатическая миссия Мали в России, расположена в Москве в Замоскворечье на Новокузнецкой улице. Дипломатические отношения между Мали и СССР были установлены 14 октября 1960 года.
- Адрес посольства: 119121 Москва, Новокузнецкая улица, 11

- Чрезвычайный и полномочный посол Мали в РФ: Сейду Камиссоко (с 2023 года)
- Индекс автомобильных дипломатических номеров посольства — 049.

## Здание посольства
Посольство располагается в городской усадьбе А. В. Целибеевой — М. Д. Карповой, XIX — начало XX веков, архитектор А. П. Вакарин.

## Послы Мали в России
- Абдулай Амаду Си (1984—1990)
- Абдулай Шарль Даниоко (1994—2001)
- Брехима Сире Траоре (2005—2009)
- Брехима Кулибали (2009—2016)
- Тиефинг Конате (2016—2022)
- Харуна Самаке (2022—2023)
- Сейду Камиссоко (с 2023)